# El Sin Sentido
El Sin Sentido fue una banda de rock colombiana, creada en Bogotá en 2005. Estuvo conformada por José de Pombo (voz), Miguel Ángel “El Titi” Ortiz (batería), Giorgio Badalacchi (guitarra), Diego Fresneda (bajo), y Juan Felipe Bohórquez (guitarra).

## Historia
Mezcla de influencias que rayan desde el rock al jazz y del rock al bosanova. La banda ha logrado posicionarse en la escena local con sus presentaciones y ha tenido la oportunidad de visitar en varias ocasiones distintas ciudades del país permitiéndose mostrar su música a distintos públicos. 
Ganadores del concurso de Bandas de Radioactiva en el año 2006; ganadores en dos ocasiones del premio a mejor baterista Bogotano.
En el año 2007 fueron nominados a los Premios Shock en dos categorías: Mejor Agrupación Rock 2.0 y Mejor Agrupación MySpace, reseñados en Radionica como grupo de la semana, completaron más de seis semanas en el top 25de Radionica, participaron en el jingle bell Rock de Radioactiva en el año 2006 y 2007 y se presentaron en el programa quiero mis quince de MTV. 
Desde entonces, la banda se fue consolidando como parte de la escena musical Colombiana, dándose a conocer en los diferentes escenarios dentro y fuera de la capital.
La banda se encuentra inactiva desde inicios del año 2012 debido a diferentes proyectos personales de cada uno de sus integrantes, siendo uno de sus últimos el "Concierto Radionica" en 2011 el cual celebraba el aniversario de la emisora junto a diferentes bandas locales como Monsieur Periné. 
El baterista Miguel Ángel Ortiz más conocido como " El Titi", formó parte del show en vivo y percusiones del cantante de música urbana Maluma desde 2015 hasta 2024, siendo así también integrante de proyectos independientes como la banda Bogotana Seis Peatones.

## Carrera
Tras el éxito de su canción Lo Hacemos con Ritmo en las más importantes emisoras nacionales, El Sin Sentido llega con el vídeo en formato digital de este sencillo y su primera placa discográfica. Presentan “Si Pudiéramos Comer Oro”, su primer trabajo discográfico, que será distribuido digitalmente. 
El Sin Sentido, conformado por José de Pombo (voz), Miguel Ángel “El Titi” Ortiz (batería), Giorgio Badalacchi (guitarra), Diego Fresneda (bajo), Mateo Lewis (guitarra) y Juan Felipe Bohórquez (guitarra) realizó la grabación de estos 11 temas. 
Esta agrupación tiene dentro de su historial la inclusión en la banda sonora colombiana realizada por X Box 360, y participaciones en el Jingle Bell Rock de Radioacktiva, el festival Rock al Parque 2008, el cierre de la Maratón del Gallo de Radioacktiva, el Sunset Festival de La Mega. También hizo una aparición en el programa Quiero Mis Quince de MTV Latino y logró una nominación como Mejor Nuevo Artista en la más reciente edición de los Premios Shock. 
La grabación de “Si Pudiéramos Comer Oro” es el resultado de doce meses de trabajo en los estudios Audiotaller y Audiovisión en Bogotá, bajo la producción de Nicolás Cabrera, baterista de Doctor Krápula. 
La mezcla estuvo a cargo de Pablo Araya en Audio Piranha Group en Nueva York (quien ha trabajado con Lenny Kravitz, The Mars Volta y Panic at The Disco); y la masterización la realizó Tasuya Sato quien ha trabajado con Madonna en su más reciente álbum Hard Candy, Rihanna , Lupe fiasco, Chris Cornell, en Sterling Sound , en la misma ciudad. La fotografía a cargo de David Rugeles y el diseño de arte de José Fresneda.

## Discografía
- El Sin Sentido Rock al Parque Dvd 2010
- Si Pudiéramos Comer Oro 2009

## Sencillos
- Apuesto mi vida
- Lo hacemos con ritmo
- Si pudiéramos comer oro
- Perdiendo el control
- Hola radio
- ¡Creemos en el Delorean!

## Videografía
- Lo hacemos con ritmo [2008]
- Si Pudiéramos Comer Oro [2009]
- Perdiendo El Control [2010]
- Hola Radio Rock al Parque [2010]
- Lo hacemos con ritmo Rock al Parque [2010]

## Logros
- Participación En MTV Latinoamérica En El Programa Quiero Mis Quince
- Participación En Los Premios Shock 2009 junto a Don tetto, La Pestilencia, The Mills
- Banda sonora Del Programa Niñas Malas De MTV Latinoamérica
- Primer puesto en Radiónica
- Teloneros de la banda estadounidense Paramore 2011